# Nyland-Stiftung
Die Nyland-Stiftung ist eine rechtsfähige Literatur-Stiftung mit Sitz in Köln. Ihren Namen bezog sie von dem 1912 auf Haus Nieland in Hopsten bei Rheine gegründeten Künstlerbund Werkleute auf Haus Nyland und dessen Zeitschrift Nyland.
1955 gründete der rheinisch-westfälische Schriftsteller Josef Winckler, einst Gründungsmitglied der Werkleute auf Haus Nyland, die Nyland-Stiftung, die ihre Rechtsfähigkeit 1957 erhielt und seit Wincklers Tod unter anderem dessen literarischen Nachlass verwaltet. Die von Winckler 1955 erstellte Satzung beschreibt die Aufgaben der Nyland-Stiftung mit
- Veröffentlichung der Werke des Stifters
- Veröffentlichung der „Werke der Nyland-Dichter und ihnen wesensverwandten Autoren“
- Anlage eines Archivs der Nyland-Dichter

Die in der Satzung verankerte Förderung der Literatur bezieht sich in der Hauptsache auf einen rheinisch-westfälischen Autorenkreis, der mit dem Bund der Werkleute auf Haus Nyland (1912–1925) eng verbunden ist.
Die Förderung umfasst die Drucklegung und verlegerische Betreuung einzelner Bücher, die Bewilligung von Druckkostenzuschüssen in unterschiedlicher Höhe und Buchschenkungen an Bibliotheken.
Nicht gefördert werden Projekte, die nicht in unmittelbarem Zusammenhang mit der Satzung stehen. Ein regional rheinischer oder westfälischer Bezug muss ebenso gegeben sein, und es können nur Literaturprojekte in den Genuss von Fördermitteln kommen. Über die Vergabe von Fördermitteln entscheidet der Gesamtvorstand bei seiner jährlichen Sitzung auf der Grundlage von Anträgen.